# IC 2137
IC 2137 = IC 2138 ist eine Spiralgalaxie vom Hubble-Typ Sab im Sternbild Hase am Südsternhimmel. Sie ist schätzungsweise 70 Millionen Lichtjahre von der Milchstraße entfernt.
Das Objekt wurde am 1. Dezember 1897 von Lewis Swift entdeckt.